# Rotvatnet (Langøya)
Der Rotvatnet ist ein kleiner See auf der Insel Langøya in Vesterålen. 
Der See liegt im Nordwesten der Insel auf dem Gebiet der Gemeinde Øksnes in der Fylke (Provinz) Nordland. Er befindet sich etwa 1000 m westlich oberhalb der Küstenstraße Fylkesvei 955 („Sminesvei“), die dort am Ende einer Halbinsel, unmittelbar gegenüber der nördlich vorgelagerten Insel Skogsøya, in der nur wenige Häuser umfassenden Siedlung Smines mit ihrem Bootsanleger endet.
Der etwa 150 × 100 m große See entwässert über einen etwa 1 km langen Gebirgsbach nach Osten unmittelbar in das Europäische Nordmeer.